# Greg Rawlinson
Greg Rawlinson (* 14. August 1978 in Durban, Südafrika) ist ein neuseeländischer Rugby-Union-Spieler, der sein Debüt in der neuseeländischen Nationalmannschaft gegen Irland im Juni 2006 gab. Er war der erste südafrikanische All Black der professionellen Ära. Der einzig andere All Black, der in Südafrika geboren wurde, ist Andrew Mehrtens, der ebenfalls in Durban zur Welt kam. Er spielt auf der Position des Zweite-Reihe-Stürmers.
Rawlinson spielte für die North Harbour Rugby Union im Air New Zealand Cup, und wie sein ehemaliger North Harbour-Kapitän, Rua Tipoki, hat er zuerst für Bay of Plenty in der National Provincial Championship (NPC) gespielt, dem Vorgänger des Air New Zealand Cup. Im Jahr 2005 wurde er zum North Harbour-Spieler des Jahres gewählt, nachdem er in allen zwölf Partien der Region gespielt hatte.
Rawlinson unterzeichnete 2007 einen Dreijahresvertrag mit den Worcester Warriors und spielt nun in der Premiership Rugby.